# Разходки с ангела
„Разходки с ангела“ е български игрален филм (драма) от 1989 година на режисьора Иван Павлов, по сценарий на Стефан Войнов. Оператор е Пламен Хинков. Музиката във филма е композирана от Божидар Петков.

## Сюжет
Стефан е скулптор. Той отказва поръчки, за да не прави компромис със съвестта си. Стефан има свой Ангел-хранител, с когото често разговаря. Ние не виждаме Ангела, но чуваме неговия глас. Така в срещите му с Музиканта, Професора, Художника, Поета, Режисьорката, Съпругата и Любимата се изгражда един свят от хора различни по характер и съдба, носещи общия белег на духовното начало. Гласът на Ангела разсъждава за смисъла на битието и изкуството, за меценатството, за способността на личността да се съхранява от пагубните за таланта изкушения без при това да бяга от живота…

## Актьорски състав
- Филип Трифонов – Стефан
- Ицхак Финци – Художникът
- Юлия Огнянова – Режисьорката
- Гриша Островски – Професорът
- Рут Спасова – Сестрата
- Ирен Кривошиева – Актрисата Мария
- Добромир Манев – гостът Джон Буюклиефф
- Райчо Любенов – Композиторът
- Деляна Хаджиянкова – Любимата Фифи
- Добри Добрев – Коко
- Люба Трифонова – Майката
- Борис Рашев
- Димитринка Петкова

В епизодите:
- Нели Владова
- Светозар Неделчев – Ангел, мъжът на сестрата
- Людмил Трифонов
- Виолин Оленов
- Веселин Ризов
- Кирил Дражев
- Славчо Стрезов
- Михаил Чобанов
- Любомир Керкеняков
- Пламен Сираков – Митака
- Огнян Гелинов
- Емил Молхов
- Бойко Валентинов
- Николай Орджанов
- Иван Господинов
- Елена Шивачева
- Цанета Райкова
- Виолета Любомирова
- Георги Войнов
- Красимира Мечкуевска
- Иван Клянев
- Любомир Анев
- Георги Котков
- Митко Марков
- Лиляна Сиракова
- Любен Цветков

## Награди
- Специална награда на журито, (Страсбург, Франция 1991).